# 川口市立在家小学校
川口市立在家小学校（かわぐちしりつ ざいけしょうがっこう）は、埼玉県川口市安行領在家にある公立小学校。

## 沿革
- 1981年4月1日 - 川口市立柳崎小学校、川口市立神根小学校、川口市立根岸小学校を分離して川口市立在家小学校として開校
- 1981年11月16日 - 校章、校歌制定[1]

## 教育目標
- かしこく・・・自分で考え進んでやる子
- やさしく・・・心豊かで思いやりのある子
- たくましく・・・明るく元気で、粘り強く取り組む子[2]

## 通学区域
- 安行領根岸 - 一部
- 安行領在家 - 一部
- 木曽呂 - 一部
- 北園町 - 一部
- 神戸 - 一部
- 在家町 - 全域
- 道合 - 一部
- 柳根町 - 一部[3]